# 斯摩棱斯克之围
斯摩棱斯克之围（波兰语：oblężenie Smoleńska，俄语：Смоленская оборона）是指1609年9月29日至1611年6月13日期間波兰军队围困斯摩棱斯克的一場戰鬥。此次戰鬥是波兰-莫斯科战争的一部分。

## 戰鬥經過
1609年9月，齐格蒙特三世率領的波蘭軍隊逼近斯摩棱斯克。該部隊共有22,500人，其中有4,000名步兵和8,500名骑兵，其中4,342人是波兰翼骑兵，這隻軍隊中還有10,000名乌克兰哥薩克士兵。
1609年9月28日至10月4日期間，波蘭軍隊炮击斯摩棱斯克，之後波蘭軍隊決定包圍斯摩棱斯克。7月19日至20日、8月11日、9月21日，波兰军队三次进攻斯摩棱斯克，但都無功而返。波兰军队试图说服斯摩棱斯克居民有條件投降，但斯摩棱斯克居民拒絕投降。1610年9月和1611年3月，雙方進行了谈判，但談判没有取得任何进展。期間波兰軍隊只摧毁了斯摩棱斯克的大部分外墙，而内墙完好无损。
1610年夏天以来，斯摩棱斯克居民陷入饑荒和瘟疫當中。1611年6月3日，波兰军队發起第五次进攻。此時剩下的約200名俄罗斯駐軍无法击退波蘭人的進攻。1611年6月13日，波蘭軍隊攻入斯摩棱斯克。
斯摩棱斯克的居民和士兵與波蘭軍隊展開巷戰。最終大约3,000名留守在斯摩棱斯克的俄羅斯人在圣母升天大教堂自爆。